# 177

177(백칠십칠)은 176보다 크고 178보다 작은 자연수다.

## 수학
- 합성수로, 그 약수는 1, 3, 59, 177이다. 진약수의 합은 63이므로, 177은 부족수다.
  - 57번째 반소수다. 앞의 반소수는 169, 다음 반소수는 178이다.
- {\displaystyle 177=2^{7}+7^{2}}
- {\displaystyle 58^{2}-1}은 177로 나누어떨어진다.

## 과학
- NGC 177: 고래자리 방향에 있는 나선은하.

## 교통

### 철도
- P177: 수도권 전철 1호선 신창역의 역번호.

### 도로
- 일본 177번 국도: 교토부 마이즈루시 마이즈루항에서 우오야 교차점까지 이어지는 일본의 국도.

## 군사
- U-177(영어판, 독일어판): 제2차 세계 대전에 사용된 나치 독일의 군용 잠수함.

## 문화유산
- 대한민국의 국보 제177호: 분청사기 인화국화문 태항아리
- 대한민국의 보물 제177호: 사직단 대문
- 대한민국의 사적 제177호: 경주 진흥왕릉

## 방송
- 스카이라이프에서 중국 공영 방송인 CCTV4의 채널 번호.
- B tv의 애니박스 채널 번호.
- U+ TV의 MBCNET 채널 번호.
- LG헬로비전의 스토리TV 채널 번호.
- B tv 케이블의 애니원 채널 번호.

## 기타
- 연도: 177년, 기원전 177년